# جوزف فیتزجرالد (ورزشکار)
جوزف فیتزجرالد (انگلیسی: Joseph Fitzgerald; ۱۰ اکتبر ۱۹۰۴ – ۲۰ مارس ۱۹۸۷) بازیکن هاکی روی یخ اهل ایالات متحده آمریکا بود.